# 北の国から資料館

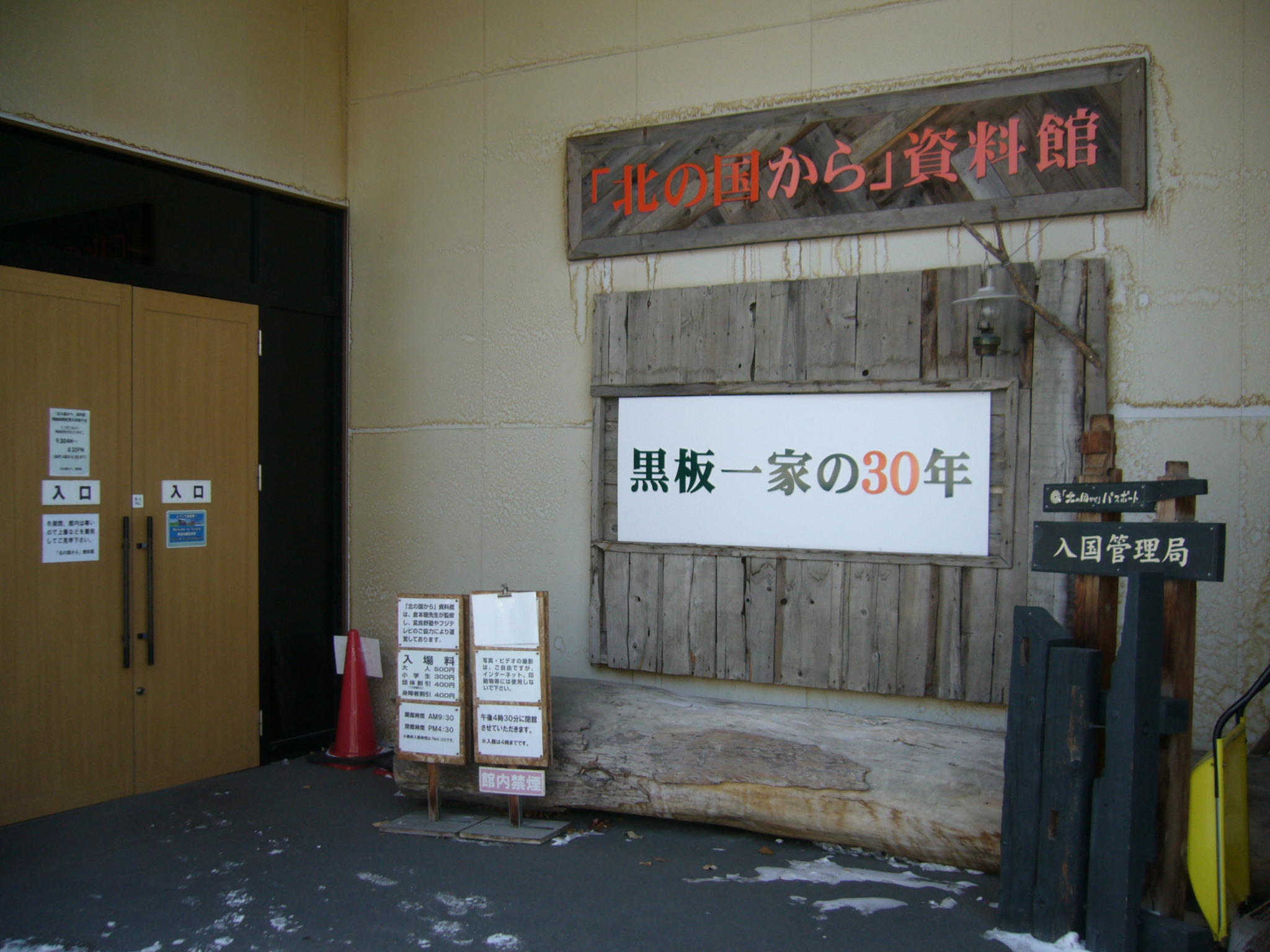
正面入口

「北の国から」資料館（きたのくにからしりょうかん）は、かつて北海道富良野市にあった観光施設。

## 概要
かつてフジテレビ系列で1981年から放映され1980年代から1990年代にかけて人気となった富良野市を舞台にしたドラマ『北の国から』シリーズの放映に伴って夏季を中心に全国から多数の観光客が富良野市に訪れるようになり、観光資源が乏しかった富良野市の中心市街地の活性化を目的に地元青年会議所のメンバーが中心となってドラマの足跡を残す資料館を誘致し、当初資料館は麓郷地区にあるべきとしていたドラマの脚本を手掛けた倉本聰の了承を得て、富良野駅近くにあって夏場は空となり使われていなかった富良野町農業協同組合駅前4号倉庫を利用し1995年に7月および8月の夏季2か月の期間限定で開館。2002年まで期間限定で8回の展示会が開かれた。
好評だったことから、シリーズ最終作となる「2002遺言」の放送後本格的な資料館にするため、ドラマ撮影および制作に協力し登場人物の中畑和夫（劇中では地井武男が演じた）のモデルともなった麓郷木材工業社長・仲世古善雄が総額1億1000万円程度の私財を投じて、解体が決まっていた倉庫と土地を買い取って通年展示へと運営を拡張。展示方法は倉本が監修を手掛けて細部にまでこだわった。常設の資料館として2003年6月にリニューアルオープンすると、「2002遺言」放映の翌年ということもあり全国より約9万人が来館。その後も来館者数は年間5万から7万人程度で推移し富良野観光の拠点となっていった。運営は仲世古が私財を投じて地元住民と協力して行っていた。
しかし、来館者数が次第に減少して2013年以降は2万人台にまで落ち込んで赤字に転じ、雨漏りで屋根の補修工事が必要となるなど建物の老朽化が進んで施設維持費の捻出も困難となって営業継続を断念し、閉館が決定。存続を望むファンの要望が届き来館者数も月間1万人へと急増する中で、2016年8月末をもって施設の老朽化と来館者減少のため閉館した。2003年の通年展示化以降の来館者数は延べ約62万人に上った。
展示資料については仲世古がプレハブの建物を購入して保管し、「資料はいつか日の目をみるようにしたい」としている。資料館跡地にはドーミーイングループの「ラビスタ富良野ヒルズ」が建ったが、同館9階には「北の国からコーナー」を設け、資料の一部の展示と資料館についての説明を行なっている（同コーナーの入場は宿泊者のみ）。また、ふらの観光協会が管理運営する「麓郷の森」など他施設の営業は継続する。
富良野演劇工場に隣接する民有地に、「北の国から」「倉本聰の人生」など6テーマを掲げた倉本聰の関連資料の展示施設「倉本聰ミュージアム-北の国から-」の開設が構想されている。
2021年6月には、2022年10月までの予定で新富良野プリンスホテル「チュチュの家」にて北の国から放送40周年記念事業の一環として同名のミニ資料館を展開、小道具・写真等約70点を展示。また2021年10月からは旭川空港にもミニ資料館を翌年1月までの期間限定で開設した。

## 展示
倉本聰直筆の脚本原稿、さだまさしによるドラマテーマ曲の原譜、ドラマのシーンを写した写真パネル、撮影で実際に用いられたセットや衣装、大道具、小道具、台本、各家屋のミニチュアなど、フジテレビなどが提供した貴重な資料約520点がシリーズ別に展示されていた。また、館内の一角では五郎（劇中では田中邦衛が演じた）が撮影時に着用していたものと同じ作業着、帽子を着用しての記念撮影も可能であった。
この種の博物館にしては珍しく、来場者の館内での撮影は自由だが、著作権ならびに肖像権に配慮してインターネット上に館内の情報を流出したり、印刷物にするなどの行為を厳禁としていた。

## 利用情報
- 開館時間 - 9:00 - 16:30（4月末 - 10月）、9:30 - 16:00（11月 - 4月末）
- 休館日 - なし

## 交通アクセス
- JR根室本線、JR富良野線 富良野駅 徒歩3分

## 「北の国から」パスポート
ドラマのシーンをひとつひとつ思い浮かべながらロケ地を楽しく巡れるようにと発案された。540円でパスポートの申請（購入）ができる。
以下、スタンプの設置場所である。
- 「北の国から」資料館（当館、JAふらの至近、現在は閉館）
- 富良野・ドラマ館（新富良野プリンスホテル前ニングルテラス内。ここでは「北の国から」のほか、「風のガーデン」や「優しい時間」のグッズも販売している）　※
- 麓郷の森　※▲
- 拾ってきた家　※
- 富良野駅
- 北時計（喫茶店）
- くまげら（和食処）
- 三日月食堂（ラーメン屋）
- アサミツ（ワークショップ）
- 五郎の石の家　▲
- 中畑木材
- 小野田そば
- 布部駅
- 中の澤分校

※ - パスポート交付場所　　▲ - 冬期休業（11月下旬-4月下旬）